# Kratos (God of War)
Pour les articles homonymes, voir Kratos (homonymie).
 (janvier 2022).
Si vous disposez d'ouvrages ou d'articles de référence ou si vous connaissez des sites web de qualité traitant du thème abordé ici, merci de compléter l'article en donnant les références utiles à sa vérifiabilité et en les liant à la section « Notes et références ».
Kratos (grec ancien : Κράτος lit. force; vieux norrois : Fárbauti [ˈfɒːrˌbauti] lit. frappeur cruel) est un personnage fictif et le protagoniste principal de la série God of War de Santa Monica Studio. Il apparaît pour la première fois dans le jeu vidéo God of War (2005), ce qui donnera lieu à huit titres additionnels où il apparaît en tant que protagoniste. Kratos apparaît également dans la série de comics de 2010 et de 2018, ainsi que les romans détaillant les évènements de trois des jeux. Le personnage est interprété dans sa version originale par Terrence C. Carson (en) de 2005 à 2013, avec Christopher Judge ayant pris le rôle depuis le jeu de 2018. En France, le personnage est doublé par Éric Peter de 2005 à 2010, et par Frédéric Souterelle depuis God of War: Ascension.
À sa première apparition, Kratos est présenté comme un guerrier spartiate, connu sous le nom de "Fantôme de Sparte" après avoir accidentellement tué sa famille en ayant été manipulé par son ancien mentor Arès, le dieu de la Guerre. Il venge plus tard leur mort et devient lui-même dieu de la Guerre après avoir tué Arès. Il est ensuite révélé que Kratos est en réalité un demi-dieu et le fils de Zeus, qui le trahira à son tour. Kratos se lance alors dans plusieurs quêtes pour tenter d'éviter le désastre ou de changer son destin. Il est souvent dépeint comme étant indifférent de tout le reste et est stoïque, assoiffé de sang et arrogant, se livrant souvent à des activités moralement ambiguës et accomplissant des actes de violence extrême. Cependant, il se remet souvent en question, subissant des épisodes de culpabilité sévère et de haine de soi, tentant même de se suicider à plusieurs reprises, et est généralement dépeint comme une figure tragique. La vengeance est un thème central de la période grecque, et les épisodes se concentrent sur les origines de Kratos et ses relations avec sa famille et les dieux olympiens. Durant la période nordique de la série, Kratos se retrouve à contrôler sa rage et à apprendre à être le père et le mentor de son fils, Atreus, tout en l'aidant à accepter sa divinité. Tout au long de leur voyage, ils combattent des monstres et des dieux du royaume nordique, dont ils s’en font des ennemis, ce qui conduit inévitablement à la bataille catastrophique du Ragnarök. Cette fois, la rédemption est le thème central de la période nordique et Kratos parvient à assumer sa divinité et accepte la position du dieu de la Guerre du panthéon nordique afin de devenir un dieu de l'espoir.
La franchise God of War est un titre phare de la marque PlayStation et Kratos est l'un de ses personnages les plus populaires. Le personnage a été bien accueilli par la critique et est devenu une icône du jeu vidéo. Le personnage est maintenant associé à d'autres produits et a eu divers caméos dans les jeux PlayStation en dehors de la série God of War.

## Caractéristiques du personnage

### Personnalité et apparence
Kratos était à l’origine un guerrier incroyablement destructeur, impitoyable, violent, féroce et brutal qui se concentrait uniquement sur ses objectifs et qui transformait sa culpabilité en colère intense. Chaque fois qu’il est lésé, il devient obsédé par la vengeance et détruit peu importe ce qui s’oppose à lui. Au début, Kratos voulait se venger d’Arès pour lui avoir fait tuer sa famille, puis de Zeus pour avoir essayé de le tuer, et sa soif de vengeance l’a tellement consumé qu’il ne se souciait même plus du monde qu’il a détruit dans sa quête vengeresse, ayant tué un nombre important de personnes innocentes sur sa route. En raison de ses nombreux souvenirs douloureux, Kratos est souvent stoïque et silencieux, mais brutalement bruyant lorsqu'il se bat.
Après avoir détruit l’Olympe et déménagé à Midgard, construisant notamment une nouvelle famille, Kratos a relativement changé, regrettant ses mauvaises expériences en Grèce. La présence de Laufey (surnommée Faye), sa seconde femme, et d’Atreus, son fils, provoquent la réapparition de son humanité, un changement qui ne cesse de s’étendre au fil du temps. Ayant trouvé l’amour avec Faye (pour la première fois depuis Lysandra), Kratos la tenait en haute estime et celle-ci connaissait sa vraie nature et ses secrets les plus intimes. En revanche, Kratos mettra beaucoup de temps à révéler à Atreus son identité de dieu, en raison de sa haine des dieux. Mais il lui la révélera au cours de leur aventure car son fils était souvent malade en se battant entre sa nature de mortel et sa véritable nature divine, qu’il ignorait ; mais aussi parce qu’il sentait que son père lui cachait des choses et avait peur d’être un fardeau pour lui.
Kratos se distingue clairement par le teint blanc pâle de sa peau, recouverte des cendres indélébiles de Lysandra, sa femme, et de Calliope, sa fille. Il se distingue également grâce à la marque rouge sur le côté gauche de son corps, qui trace une spirale à partir de son épaule jusqu'à son œil en passant par son torse et son dos. Kratos s'est tatoué cette marque en hommage à son frère Deimos, qui possédait cette marque de naissance avant d'être kidnappé lorsqu'il n'était qu'un enfant. Kratos possède aussi plusieurs cicatrices, les plus importantes étant celle sur son œil droit, qui lui été faite par Arès lorsqu'il n'était qu'un enfant ; ainsi que celles sur son abdomen et sur son dos, qui ont été infligées par Zeus lorsqu'il a pourfendu Kratos de part en part avec la Lame de l'Olympe. Enfin, Kratos se distingue grâce à la pilosité de sa barbe, ne possédant qu'un bouc lors de la période grecque et possédant désormais une barbe épaisse lors de la période nordique.

### Pouvoirs
Étant le fils demi-dieu de Zeus, avec un entraînement intensif depuis l'enfance chez les spartiates, Kratos possède une intelligence, une force surhumaine et un niveau physique qui surpasse de loin celui des mortels, des bêtes et même des autres demi-dieux. Après avoir obtenu le pouvoir de l'Espoir et être ensuite devenu le Dieu de la Guerre, Kratos possède désormais une puissance qui surpasse celle des autres Dieux et créatures de la Grèce, ayant notamment vaincu Persée, Thésée et Hercule, les demi-dieux les plus puissants ; Arès, Poséidon, et Hermès, trois des douze dieux principaux de l'Olympe ; Hadès, le Roi des Enfers ; Atlas et Cronos, les deux Titans les plus puissants ; et même Thanatos et Gaïa, deux entités primordiales qui précèdent l'existence des Olympiens. Seul Zeus, le roi des Olympiens, est parvenu à rivaliser avec la puissance de Kratos, ce dernier ne le battant qu'en se servant du pouvoir de l'Espoir.
Bien qu'il ait vieilli et perdu la magie qu'il avait après avoir quitté la Grèce en s’exilant à Midgard, Kratos n'a pas l'air d'avoir perdu en puissance. Tout en se retenant volontairement, il est non seulement capable de tuer les nombreux monstres des Neuf Royaumes, mais il est également capable de vaincre à lui seul les plus puissants Dieux nordiques : Magni, Modi, Baldur, Heimdall et Týr ; les deux premiers sont les fils de Thor et les trois derniers font partie des plus puissants dieux Ases. Magni et Modi disposaient d'une grande force physique, en plus de pouvoirs électrokinésiques ; Baldur était presque invulnérable et pouvait se régénérer de la quasi-totalité des blessures ; Heimdall pouvait anticiper chaque mouvement de son adversaire, le rendant presque intouchable ; et Týr dispose d'un grand éventail de techniques et des armes venues de plusieurs contrées. Kratos a également vaincu chacune des douze Valkyries, dont la puissance rivalise avec celle des dieux Nordiques. Seul Thor, le dieu nordique le plus fort physiquement, est parvenu à rivaliser avec le Fantôme de Sparte lors de leur premier combat du fait de son affaiblissement et de son inquiétude de savoir Atreus seul avec Odin en assénant les plus puissants coups que Kratos n'ait jamais subis. Lors de leur second duel en revanche, cette fois pleinement concentré sur Thor et tous deux dans un état similaire du fait d'avoir combattus depuis le début du Ragnarök l'un comme l'autre, Kratos a démontré sa supériorité physique et technique sur le dieu du Tonnerre en parant efficacement les coups de son adversaire tout en lui infligeant des blessures particulièrement violentes, ce qui suffira à le mettre hors de combat. Odin craignait quant à lui l'idée que Kratos puisse participer au Ragnarök et tentera à de multiples reprises de l’écarter du conflit, par la ruse ou la menace. Odin ne défiera le Fantôme de Sparte qu’après que ce dernier ait combattu les innombrables guerriers et monstres d'Asgard durant le Ragnarök, y compris Thor. Malgré ça, Kratos a joué un rôle crucial dans la défaite du Père de Tout et acheva son règne de terreur aux côtés de Freya et d’Atreus, également affaiblis.
Parmi les nombreux pouvoirs que Kratos possède, on compte une espérance de vie sans limite, des capacités physiques démesurées, une grande résistance, une auto-guérison accélérée, des sens accrus et des réflexes surhumains, ainsi qu’une rage qui augmente drastiquement sa puissance et sa guérison, faisant ainsi de lui l'être le plus fort physiquement de l'univers de God of War. De plus, Kratos a un certain niveau d'intelligence et une bonne capacité d'analyse, ayant déjà résolu des énigmes et déjoué des pièges complexes pour avancer. Son entraînement dans l'armée spartiate lui a transmis aussi l'art de la guerre, étant capable de s'adapter à plusieurs situations sur le champ de bataille. Kratos est également un chef accompli, ayant mené son armée à de nombreuses victoires ainsi que les titans contre l'Olympe et, plus récemment, dirigé la coalition contre Asgard lors du Ragnarök, démontrant ses qualités de leader. En plus de ses capacités physiques incomparables, Kratos peut aussi compter sur ses compétences de guerrier, qu'il a acquises au cours d'une longue carrière de soldat et qui font également de lui le meilleur guerrier de l'univers de God of War. Kratos n'a aucun mal à gérer plusieurs combats sur une courte période, voire affronter plusieurs adversaires simultanément. Son éventail de techniques est même supérieur à celui de Týr, l'ancien dieu de la Guerre du panthéon nordique, qui possède pourtant des armes venues d'autres contrées et qui maîtrise l'énergie du Bifröst.

### Armes
Kratos s'est servi de plusieurs armes au cours de la série. Depuis qu'il a passé son pacte avec Arès, Kratos est en possession des Lames du Chaos, une paire de lames à chaînes qui sont infusées de magie élémentaire de feu. Après avoir vaincu Arès, il a abandonné ces lames et a cherché à s'en débarrasser après avoir quitté la Grèce mais celles-ci reviennent toujours près de lui. Il a alors décidé de les dissimuler et de plus jamais s'en servir ; mais est contraint de les reprendre des décennies plus tard afin d'affronter les créatures de Helheim, insensibles au froid de sa hache. Encore aujourd'hui, les Lames du Chaos font partie des armes principales de Kratos.
Au fil des jeux, Kratos a possédé d'autres armes dans son inventaire, dont :
- L'Épée d'Artémis : il s'agit d'une épée incurvée offerte par Artémis dans God of War (2005). S'en servant dans Betrayal, Kratos ne la possède plus dans God of War II.
- Les Lames d'Athéna : après avoir tué Arès dans God of War (2005), Kratos est récompensé par Athéna qui lui donne la position du dieu de la guerre et lui offre une paire de lames à chaînes, similaires aux Lames du Chaos. Elles deviendront les armes principales de Kratos jusqu'à ce qu'il chute dans les Enfers, après avoir tué Poséidon dans God of War III.
- La Lame de l'Olympe : il s'agit d'une grande épée blanche et dorée qui a servi à vaincre les Titans durant la Grande Guerre. Zeus l'offre à Kratos dans God of War II pour l'aider à se débarrasser du colosse de Rhodes mais la reprend pour le tuer. Plus tard, Kratos remonte dans le temps afin de substituer l'épée à Zeus. Après son combat final contre Zeus dans God of War III, on ne reverra pas la Lame de l'Olympe avant God of War Ragnarök: Valhalla.
- La Lance du Destin : dérobée par Kratos sur un gardien dans God of War II, cette lance extensible a le pouvoir de tirer deux sortes de décharges d'énergie. La première balaie les ennemis et la seconde crée une explosion.
- Marteau de Barbare : utilisé par le roi Alrik, Kratos va le lui dérober avant de le tuer avec lors de leur combat sur l'île de la Création dans God of War II. Cette arme n'est pas utilisée dans God of War III et son sort est inconnu.
- Les Lames de l'Exil : après avoir chuté aux Enfers dans God of War III, Kratos rencontre l'esprit d'Athéna, qui lui transmet une version améliorée des Lames d'Athéna qu'il possédait jusque là. À l'instar de celles-ci, les Lames de l'Exil possèdent les mêmes caractéristiques que les Lames du Chaos. Kratos s'en sépare après son combat contre Zeus.
- Griffes d'Hadès : lors de son duel contre Hadès dans God of War III, Kratos dérobera cette paire de grappins à chaînes, qui possèdent la capacité de dérober l'âme de ceux qu'elles touchent. Hadès sera d'ailleurs le premier à en subir les frais. Elles seront détruites par Zeus lors du combat final.
- Cestes de Némée : apparues dans God of War III, il s'agit d'une paire de gantelets imposants qui décuplent la puissance des coups de l'utilisateur. Elles appartenaient à Hercule et Kratos les lui dérobera lors de leur duel avant de lui fracasser la tête avec. Tout comme les Griffes d'Hadès, elles seront détruites par Zeus lors du combat final.
- Fouet de Némésis : forgée par Héphaïstos à partir de la pierre d'Omphalos dans God of War III, cette arme est composée de deux dagues à chaînes. Lors du combat final, Zeus détruira également cette arme.
- Hache Léviathan : apparue dans God of War (2018), cette arme a été forgée par Brok et Sindri pour Laufey, qui deviendra plus tard l'épouse de Kratos. Avant de mourir, elle lui offrira sa hache, qui deviendra l'une des armes principales du Spartiate.
- Bouclier du Gardien : circulaire et rétractable, ce bouclier appartenait aussi à Laufey avant qu'elle ne l'offre à Kratos. Également apparu dans God of War (2018), le bouclier est attaché au bras de Kratos et est capable de parer et renvoyer les attaques ennemies.
- Couteau : en mélangeant le métal de sa terre natale à celui de sa terre d'adoption, Kratos a forgé deux couteaux. Offrant l'un des deux à Atreus, il garde précieusement le deuxième. Également apparu dans God of War (2018), le couteau n'apparaît que dans les cinématiques et n'est pas une arme utilisable pendant le jeu.
- Lance Draupnir : pour surpasser la technique de prédiction de Heimdall dans God of War Ragnarök, Kratos a fait forger une lance à partir de l'anneau Draupnir, capable de se dupliquer sans limite. Cette lance, créée par la Dame de la Forge à Svartalfheim, est non seulement capable de se dupliquer ; et chaque lance est également capable d'exploser à l'impact et d'absorber les éléments de l'adversaire.
- La tête de Mímir : également surnommée « Projet des Huldres nº9 », la tête de Mímir est l'une des reliques de Kratos et peut projeter des rayons de bifröst par les yeux, comme des lasers.
- Dáinsleif : il s'agit de l'épée légendaire du roi Högni qui, lorsqu'elle frappe le sol, provoque une explosion de poison Seiðr. Il s'agit d'une des quatre reliques reforgées par les frères Huldres.
- Angrvaðall : il s'agit d'une épée magique, autrefois manipulée par Frithiof, qui projette trois ondes de lumière. À l'instar de Dáinsleif, cette relique a été reforgée par les Frères Huldres.
- Ridill : cette épée, reforgée par les frères Huldres, aurait appartenu au nain Regin et a le pouvoir de projeter une décharge électrique sur ses adversaires.
- Tyrfing : il s'agit d'une épée longue et mystérieuse qui peut balayer chaque ennemi qu'elle tranche, en échange d'une partie de la santé de Kratos. Elle a également été reforgée par les frères Huldres.
- Forsbrandr : cette épée crée une puissante onde de choc qui projette les ennemis lorsqu'elle touche le sol, tout en procurant une aura de protection à celui qui la manie. Kratos l'obtient après avoir tué la gardienne des corbeaux d'Odin.
- Glaive de Dødher : il s'agit d'un chakram qui projette jusqu'à trois projectiles de bifröst. Kratos le dérobe à Fiske, l'un des capitaines des Einherjar.
- Gram : également surnommée la « Pourfendeuse de Dragons », cette épée procure un accès de rage à Kratos qui étourdit les ennemis à proximité de lui. Elle a été trouvée par Kratos dans le Temple de la Lumière, à Alfheim.
- Hofuð : il s'agit d'une épée capable de ralentir le temps autour de l'utilisateur. Autrefois maniée par Heimdall, Kratos la lui dérobera après l'avoir tué.
- Skofnung : autrefois maniée par le roi Hrólf Kraki, cette épée renferme l'esprit des 12 Berserkers. Lorsque Kratos l'utilise, plusieurs épées spectrales se ruent sur ses adversaires et dansent autour d'eux, les tranchant de tous les côtés.

## Biographie fictive

### Période grecque

#### Origines et bande-dessinée (passé)
Tout au long de la série, Kratos est dépeint comme un anti-héros, effectuant souvent des actions douteuses. Bien que son passé soit vu dans le premier opus, l'enfance de Kratos est révélée dans Ghost of Sparta et la naissance de sa fille est explorée dans la série de bandes dessinées God of War (2010–2011). Dans Ghost of Sparta, il est révélé que l’Oracle avait prédit que la disparition de l'Olympe ne se produirait pas par les mains des Titans - emprisonnés après la Grande Guerre - mais plutôt par un mortel, un guerrier tatoué. Zeus, Athéna et Arès croyaient que ce guerrier était Deimos, le frère cadet de Kratos, qui avait une étrange tache de naissance. Arès et Athéna ont alors interrompu la formation de l'enfance de Kratos et Deimos à Sparte et ont enlevé Deimos. Kratos a tenté d'arrêter Arès, mais ce dernier l'a balayé et l'a marqué d'une cicatrice sur son œil droit. Emmené dans le domaine de la mort, Deimos a été emprisonné et torturé pendant de nombreuses années par le dieu de la Mort, Thanatos. Croyant que Deimos était mort, Kratos s'est marqué d'un tatouage rouge, identique à la tache de naissance de son frère, pour l’honorer.
Grâce à des flashbacks présentés dans la série de bandes dessinées (2010-11) écrite par Marv Wolfman, Kratos se maria avec Lysandra et celle-ci lui donna une fille, Calliope. À la naissance, Calliope a été frappé par la peste. Afin de sauver sa fille, Kratos s'est vu accorder une quête pour trouver l'Ambroisie d'Asclepios, un élixir aux propriétés magiques, capable de la soigner. Cinq des dieux ont fait un pari avec Arès : chacun a choisi un champion pour rechercher l'Ambroisie - le champion d'Arès étant Kratos. Kratos a surmonté tous les obstacles, y compris, entre autres, le champion d'Hadès, le prince barbare Alrik qui est par la suite devenu le roi de son peuple, et Kratos a ainsi sauvé sa fille.
Dans God of War, il est révélé que Kratos est devenu le plus jeune capitaine de l'armée de Sparte (également montré dans la série de BD de 2010-2011), mais qu'il avait une soif incontrôlable de batailles. Après une série impressionnante de victoires, Kratos et son armée ont été confrontés à une défaite totale face à une horde barbare dirigée par le roi Alrik. Le Spartiate a alors appelé Arès pour obtenir de l'aide. Kratos a alors reçu les Lames du Chaos, a détruit ses ennemis et a suivi aveuglément le dieu de la Guerre, tuant des centaines de personnes en son nom. Après qu'Arès ait manipulé Kratos pour qu'il assassine sa femme Lysandra et sa fille Calliope dans un temple dédié à Athéna, le Spartiate, horrifié et attristé par son acte, a renoncé à servir Arès et a juré de se venger de lui. Alors que le temple brûlait, un Oracle du village a maudit Kratos et l'a condamné à porter la « marque de son terrible acte » : les cendres de sa famille, qui recouvrent sa peau depuis ce jour et lui valent le titre de "Fantôme de Sparte".

#### Ascension, Chains of Olympus, et God of War (2005)
Dans Ascension, il est révélé que c'est parce que Kratos a renoncé à servir Arès, qu'il a été emprisonné et torturé par les trois Érinyes. Il a alors été aidé par le fils d’Arès, Orkos, et a finalement vaincu et tué les Érinyes. Afin d'être complètement libéré du serment d'Arès, Kratos a été forcé de tuer Orkos, qui a supplié Kratos de le faire. Bien que libéré de son lien d’allégeance au dieu de la Guerre, il est toujours submergé par les souvenirs d'avoir tué sa famille. Il a ensuite juré de servir les autres dieux afin de recevoir le pardon et le soulagement des cauchemars de ses actes passés, mais il était ouvertement défiant.
Dans Chains of Olympus, Kratos était réticent à aider les dieux quand Hélios a été enlevé, et les a ouvertement abandonnés quand Perséphone lui a offert une chance de retrouver sa fille. Kratos, cependant, a été contraint d'inverser sa décision lorsque Perséphone s’est alliée au Titan Atlas dans le but de détruire le monde, ce qui aurait détruit l'esprit de Calliope en définitive. Sachant pertinemment que son intervention le séparera de sa fille définitivement, cela ne l’empêche pas pour autant d’emprisonner Atlas et de tuer Perséphone, avant de libérer Hélios.
De retour au présent de God of War, Kratos a servi les dieux depuis dix ans et se lasse de leur rendre service car il n'a toujours pas été libéré de ses cauchemars. Lorsqu'il confronte Athéna à ce sujet, elle lui dit que s’il tue Arès, devenu incontrôlable, les dieux lui pardonneraient ses péchés. Au vu de la motivation personnelle, il a immédiatement accepté, et après avoir trouvé et utilisé la boîte de Pandore, il a réussi. Bien qu'il ait été libéré de l'influence d'Arès, y compris des Lames du Chaos, Kratos a été pardonné mais n’a pas été libéré de ses cauchemars. Kratos, insatisfait et désespéré, a essayé de se suicider, mais a été sauvé par Athéna, qui l'a guidé vers l'Olympe. Récompensé par la déesse qui lui donne les lames d'Athéna, Kratos est ainsi devenu le nouveau dieu de la Guerre.

#### Bande-dessinée (présent), Ghost of Sparta, et Betrayal
La bande-dessinée (2010-11) montre également la recherche actuelle de Kratos pour l’Ambroisie d’Asclépios. Cette fois, il prévoit de détruire l’Ambroisie afin d’empêcher les adorateurs d’Arès de ressusciter leur ancien maître. Dans cette quête, Kratos a surmonté plusieurs ennemis, y compris Gygès, avant de détruire l’Ambroisie. Toujours hanté par les visions de son passé mortel dans Ghost of Sparta, et contre l’avis d’Athéna, Kratos s’est lancé dans une quête pour trouver sa mère, Callisto, dans la cité d’Atlantide. Callisto a tenté de révéler à son fils l’identité de son père avant d’être transformée contre sa volonté en une bête que Kratos a été forcé de tuer. Avant de mourir, Callisto conseilla à Kratos de chercher son frère Deimos à Sparte. Kratos a d’abord libéré la Titanide Théra de l’emprisonnement, ce qui a causé la destruction de l’Atlantide et éveillé le mépris de Poséidon. À Sparte, Kratos a appris l’emplacement de Deimos : le Domaine de la Mort. Il a trouvé et libéré Deimos, qui est resté hostile envers son frère. Après un combat entre les deux frères, Thanatos a attaqué Deimos, mais après avoir été secouru par Kratos, celui unit ses forces avec son frère pour combattre leur ennemi. À ce stade, le dieu de la Mort se rend compte qu’Arès, Athéna et Zeus ont choisi le mauvais Spartiate ; c’est Kratos qui aurait dû être pris, la « marque » étant son tatouage rouge et sa peau devenue blanche à cause des cendres de sa famille. Bien que Thanatos ait tué Deimos, le dieu a été à son tour tué par Kratos. Kratos retourna ensuite au mont Olympe, furieux des dieux. Dans Betrayal, Kratos a en fait été rejeté par les autres dieux et a donc décidé de conduire son armée spartiate à envahir la Grèce. Il a été faussement accusé d’avoir assassiné Argos, et il a tué Céryx, le fils d’Hermès, pour s’être immiscé dans sa recherche du véritable assassin, qui s’est échappé.

#### God of War II
Kratos a ensuite rejoint l’armée spartiate à Rhodes, avec l’intention de détruire la cité. Zeus, cependant, a affaibli Kratos et l’a trompé pour qu’il transfère sa puissance dans la Lame de l’Olympe, que Zeus a ensuite utilisé pour tuer Kratos. Bien qu’il ait surmonté tous les obstacles, Kratos, à l’agonie, a été stupéfait par la trahison de Zeus et a juré de se venger. Kratos est alors tombé dans les Enfers, mais a été sauvé par Gaïa. Bannie au Tartare avec les autres Titans survivants après la Grande Guerre, Gaïa et ses frères désirent eux aussi la mort de Zeus. Kratos, alimenté par la colère contre sa trahison, a accepté d’aider les Titans et a été chargé de trouver les Sœurs du Destin, qui sont capables de lui permettre de remonter le temps à l'instant où Zeus l'a tué. Kratos, désormais devenu déterminé et totalement impitoyable, a blessé un Titan, tué plusieurs héros grecs sans hésitation, et délibérément sacrifié deux érudits, avant de récupérer sa puissance divine. Les trois Sœurs du Destin ont quant à elles été tuées lorsqu’elles se sont opposées à Kratos, puis celui-ci est parti affronter Zeus dans un combat final. Ce dernier n’a été sauvé que par l’intervention d’Athéna qui s’est sacrifiée en se jetant sur la Lame de l'Olympe ; ce n’est qu’alors que Kratos fait preuve de remords. Il a appris d’une Athéna à l’agonie que Zeus est, en fait, son père, un fait que Zeus gardait secret parce qu’il voulait éviter une répétition de ce qu’il avait fait à son propre père, Cronos. Kratos a alors rejeté toute notion de relation et a juré de tuer Zeus et, s’ils tentent de s’interposer, de tuer également tous les autres dieux. Encouragé par Gaïa, Kratos a utilisé le pouvoir des Moires pour faire venir les Titans de l’époque précédant leur défaite, et avec leur aide, a pris d’assaut le mont Olympe.

#### God of War III
Bien que Kratos ait tué Poséidon, il a été abandonné par Gaïa lorsque sa première rencontre avec Zeus s’est mal déroulée. Tombant de nouveau dans les Enfers et maintenant trahi à la fois par les Olympiens et les Titans, Kratos a appris de l’esprit d’Athéna, qui lui a également fourni les Lames de l’Exil, qu’il avait besoin de trouver la Flamme de l’Olympe, qui est la clé pour vaincre Zeus. Dans sa quête, Kratos massacre également Hadès, Hélios, Hermès, Hercule, Cronos, Héphaïstos et Héra, ignorant les avertissements de ses victimes alors qu’il cherchait la Flamme. Réalisant que la clé pour apaiser la flamme et atteindre la boîte de Pandore (engloutie par la flamme) est Pandore elle-même, Kratos est venu s’occuper de Pandore, qui lui rappelle sa fille Calliope. Kratos a alors fait preuve d’humanité lorsqu’il a tenté d’empêcher Pandore de se sacrifier pour étancher la flamme, mais l’a autorisé à contrecœur d’y aller lorsqu’elle a dit qu’il n’y avait pas d’autre option, ayant finalement été provoqué à le faire par Zeus après que ce dernier ait déclaré que Kratos échouerait. Trouvant la boîte vide, et rendu fou par la moquerie de Zeus, Kratos engage un combat féroce contre son père. Bien que Gaïa ait interrompu et tenté de tuer Kratos et Zeus, elle a été tuée par Kratos, qui a ensuite apparemment vaincu Zeus. Zeus revint alors sous forme de fantôme et attaqua Kratos, qui se retira dans son esprit. Kratos s’est alors pardonné ses péchés passés avec l’aide d'une vision de Pandore. Cette dernière dit à Kratos que l’espoir le sauvera. Kratos est comme ressuscité et détruit finalement Zeus. C’est alors qu’Athéna confronte Kratos et exige qu’il lui rende le pouvoir de l’espoir ; le contenu de la boîte de Pandore. Kratos refuse, déclarant que son besoin de vengeance a désormais disparu et s’empale avec la Lame de l’Olympe, donnant apparemment le pouvoir de l’espoir aux humains. Athéna, déçue par Kratos, enlève l’épée du corps de Kratos et est partie alors que celui s’effondre. La scène post-crédits montre alors une traînée de sang s’éloignant de la lame, suggérant que Kratos a peut-être survécu.

### Période nordique

#### God of War (2018)
Plusieurs années après les événements de God of War III, Kratos, ayant survécu à sa mort apparente en Grèce, s’est retrouvé dans le royaume nordique de Midgard et a eu un fils : Atreus, qui ignore sa vraie nature. Kratos a abandonné ses Lames du Chaos comme symbole de l’abandon de son ancien personnage ; au lieu de cela, il utilise une hache de combat appelée la hache Léviathan qui appartenait à l’origine à sa deuxième épouse et mère d’Atreus, Laufey (appelée Faye par Kratos), qui est récemment décédée. Son dernier souhait était que ses cendres soient répandues au plus haut sommet des Neuf Royaumes. Au sommet de Midgard, ils apprennent de Mímir que le plus haut sommet se trouve en fait à Jötunheim. Au cours de leur voyage, ils sont confrontés au dieu Ase Baldur, ainsi qu'à ses neveux, Magni et Modi. Ces derniers seront tués par Kratos et Atreus. Durant cette quête, Atreus tombe malade. Pour le guérir, Kratos doit récupérer ses vieilles armes, les Lames du Chaos, afin de combattre les créatures de Helheim sans la hache Léviathan dont les pouvoirs de gel sont inutiles là-bas. En récupérant les lames, il aperçoit une illusion d'Athéna qui le tourmente avec son passé. Kratos se rend ensuite à Hel et récupère le remède en tuant le troll qui garde le royaume. Après l’avoir guéri, Kratos révèle à Atreus qu’il est un dieu. Père et fils reçoivent également l’aide d’une sorcière, qui s’est révélée plus tard être la déesse Vane Freya, la mère de Baldur. Elle avait jeté un sort d’immortalité sur Baldur pour le protéger, mais qui l’empêche de ressentir son environnement, ce qui l’a fait sombrer dans la folie, cherchant même à tuer sa propre mère pour ce qu’elle lui a fait. Kratos et Baldur finissent par s’affronter, au cours d’un combat où le sort de Baldur est brisé. Ayant changé, Kratos décide de laisser partir Baldur, mais celui-ci tente à nouveau de tuer Freya, forçant Kratos à lui briser la nuque. Freya jure alors de se venger de Kratos pour avoir tué son fils et le force à révéler son passé sanglant à Atreus. Kratos décide de dire la vérité à Atreus, y compris le fait qu’il a tué son propre père (dont il a vu l’illusion à Helheim), mais lui disant qu’ils devraient apprendre de ces expériences et ne pas répéter les erreurs du passé. Les deux se rendent ensuite à Jötunheim, où l’on apprend que Faye était en fait une Jötunn, faisant également d’Atreus un géant. Il est révélé que Faye voulait à l’origine nommer leur fils Loki, mais Kratos préférait Atreus, qui était le nom d’un Spartiate qu’il appréciait. Les géants ont également appelé Kratos "Fárbauti". À Midgard, Fimbulvetr commence alors, et après avoir dormi dans leur maison, Atreus a une vision de Thor qui viendra les voir à la fin de l’hiver prophétique qui annonce l'arrivée du Ragnarök.

#### God of War: Ragnarök
Se déroulant trois ans après les événements du jeu précédent, Kratos, Atreus et Mímir sont confrontés au Père de Tout, Odin, et au dieu du Tonnerre, Thor, vers la fin de Fimbulvetr. Après s’être battu avec Thor, Kratos part avec Atreus et Mímir dans les Neuf Royaumes dans l’espoir d’empêcher le Ragnarök. En cours de route, ils sont confrontés par Freya, avide de vengeance, mais ils finissent par faire amende honorable. Incapable d’empêcher le Ragnarök, Kratos, Atreus et leurs alliés unissent les royaumes dans une guerre contre Asgard. Kratos combat à nouveau Thor, mais ce dernier est tué par Odin pour avoir refusé de tuer Kratos. Kratos, Atreus, Mímir et Freya affrontent ensuite Odin dans un combat final et battent finalement le Père de Tout tandis qu’Asgard est détruit. De retour chez lui à Midgard, Atreus, assumant son identité de Loki, décide qu’il doit aller trouver les géants restants et commence à suivre sa propre voie tandis que Kratos apprend qu’il est destiné à devenir un dieu vénéré et, accompagné de Freya et Mímir, commence à reconstruire les royaumes et à rétablir la paix.

#### Valhalla
Quelque temps après la fin du Ragnarök et le départ d'Atreus, Freya propose à Kratos de devenir le nouveau dieu de la guerre des Neuf Royaumes, mais ce dernier hésite sachant ce que ce statut lui a amené. Il est alors convié par une lettre anonyme à se rendre au Valhalla et affronter ses épreuves. Après une première tentative qui se solde par un échec, Kratos est renvoyé à l'entrée du Valhalla où il y retrouve Freya et les Valkyries et leur explique la situation. Après plusieurs péripéties, où Kratos explore des versions mentales des Neuf royaumes, ainsi que de l'Olympe, où il y retrouve une vision d'Hélios qui le nargue sur le monstre qu'il était. Kratos arriva à la fin du Valhalla où il y rencontre son mystérieux hôte, Tyr. Ce dernier lui avait proposé de venir au Valhalla pour l'aider à faire face à ses doutes. Après l'avoir battu lors d'un duel, Kratos entrouvre la porte vers sa dernière épreuve mais finit par hésiter, ne se sentant pas encore prêt. Finalement, après plusieurs passages au Valhalla lui permettant de mieux accepter trois douloureux souvenirs (le pacte avec Arès, le meurtre d'Hélios et l'ouverture de la boîte de Pandore), et après un dernier duel face à Tyr, Kratos franchit la dernière porte et se retrouve face à une vision de son ancien lui. Il déballe alors toute sa culpabilité sur les actes qu'il a commis en tant que Dieu de la guerre grec et son hésitation à le redevenir, finalement en voyant une statuette à l'image de Pandore, Kratos reconnait qu'il a tout de même de l'espoir pour l'avenir ce qui fit disparaitre la vision. Une fois sorti du Valhalla, il se rend auprès de Freya et accepte de devenir le nouveau Dieu de la guerre.

## Relations
- Si vous ne connaissez pas le sujet, laissez ce bandeau (vous pouvez alors contacter les auteurs).
- Si vous supprimez le contenu mis en cause (vous pouvez préalablement contacter les auteurs),

argumentez précisément cette suppression dans la page de discussion
(un manque de référence n'est pas un argument ; une recherche réelle de référence doit avoir été effectuée, être formellement documentée).

### Famille

#### Lysandra
Lysandra était la première épouse de Kratos. Celui-ci l'aimait tendrement et passait du temps avec elle et leur fille, Calliope, à chaque fois qu'il avait du temps libre. En retour, Lysandra l'aimait également et s'inquiétait pour son mari, à cause de la voie de batailles qu'il avait choisie. Après que Kratos l'aie tuée accidentellement, en même temps que Calliope, il s'en voudra pour le reste de sa vie et, peu importe le nombre de femmes qu'il aura par la suite courtisées, il ne parviendra jamais à l'oublier, même après avoir rencontré Faye. Kratos admettra, des décennies plus tard, qu'il regretta avoir été un mauvais mari pour Lysandra, n'ayant écouté que son ambition et sa soif de sang et non les désirs de son épouse.

#### Calliope
Calliope était la fille de Kratos et, à l'instar de Lysandra, celui-ci l'aimait tendrement. Il lui offra une flûte, que celle-ci gardera précieusement, même après la mort. Lorsqu'il tenta de sauver Hélios pendant une quête aux Enfers, Kratos a de nouveau l'occasion de revoir sa fille aux Champs-Élysées et accepte immédiatement en sacrifiant tous ses pouvoirs. Ayant enfin trouvé le sourire pour la première fois depuis qu'il est devenu le Fantôme de Sparte, Kratos apprend que Perséphone s'apprête à détruire le monde grec, y compris les Champs-Élysées. Comprenant que cela signera la mort définitive de sa fille, Kratos prend la décision d'abandonner Calliope, malgré ses pleurs et ses plaintes, afin d'arrêter Perséphone.
Après avoir pris le choix d'abandonner Calliope pour la sauver, Kratos n'aura plus jamais l'occasion de la revoir et sera hanté par ce choix pendant longtemps. Il révélera à Mímir que s'il en avait eu l'occasion, il aurait échangé les décennies qui ont suivi son départ de la Grèce pour quelques heures de plus avec Calliope. Ce n'est qu'après rencontré Faye que son sentiment de culpabilité s'est atténué mais il s'inquiète encore du sort de sa fille, espérant qu'elle ait trouvée la paix après son départ.

#### Callisto
Callisto est la mère de Kratos. Après que celui-ci soit devenu le dieu de la Guerre, elle contacta son fils à travers ses rêves pour qu'il sauve Deimos. Lorsque Kratos la revoit après des années en Atlantide, Callisto se transforme en monstre après qu'elle a tenté de révéler l'identité du père de Kratos. Son fils est alors forcé de la tuer et la mort de sa mère, suivie de celle de son frère, servira de moteur à Kratos qui décide d'emprunter une voie de violence en dirigeant une conquête de la Grèce.

#### Deimos
Deimos est le frère cadet de Kratos. Lorsqu'ils étaient enfants, Kratos s'entraînait avec son frère et était brutal, fidèle aux spartiates et à leur discipline. À cause d'une prophétie, Deimos a été kidnappé par Arès au cours d'un de leurs entraînements et Kratos a été incapable d'arrêter le dieu de la Guerre. Deimos a été envoyé au Domaine de la Mort où il a été emprisonné et torturé par Thanatos. Des années plus tard, Kratos, devenu dieu de la Guerre, vient au Domaine de la Mort sauver son frère mais celui-ci est cependant enragé que Kratos ne l'ait pas libéré plus tôt et l'attaque. Au cours de leur duel, Thanatos les interrompt et les deux frères s'allient pour vaincre le dieu de la Mort, Deimos parvenant à pardonner son frère. Durant le combat, Deimos est finalement tué par le dieu de la Mort, ce qui met Kratos dans une rage incontrôlable qui lui permet de terrasser Thanatos. Kratos sera fortement affecté par la mort de Deimos et, à cause du fait que les dieux l'aient fait prisonnier et lui ait menti à son sujet, il décide d'emprunter une voie de violence en dirigeant une conquête de la Grèce.

#### Laufey
Laufey, surnommée affectueusement Faye, était la seconde épouse de Kratos. Ils se sont rencontrés lorsque celle-ci était à la recherche de sa hache Léviathan avant de tomber amoureux et de vivre ensemble à l'intérieur de Fauvebois, à Midgard. Ensemble, ils auront un enfant, Atreus. Faye aimait Kratos passionnément et partageait son animosité envers les dieux. En retour, Kratos n'avait aucun secret pour elle, lui partageant ses désirs et ses peurs. Faye a joué un rôle énorme dans la rédemption de Kratos, lui incitant à ouvrir son cœur aux autres et à regarder vers l'avenir en dépit de son passé violent. C'est elle qui lui enseignera d'ailleurs la fameuse phrase « Nous devons être meilleurs », que Kratos partagera plus tard à Atreus.
Faye était en réalité au courant du rôle que son mari et son fils allaient jouer lors du Ragnarök et, avant de mourir, demanda à Kratos de disperser ses cendres du plus haut sommet de tous les royaumes. Lorsqu'ils atteignent finalement Jötunheim, Kratos et Atreus apprennent la véritable identité de Faye et le fait qu'elle avait prédit leur aventure et leur combat contre Baldur depuis longtemps. Loin d'en vouloir à Faye de lui avoir caché sa nature de Jötunn, Kratos comprend qu'elle lui ait dissimulé son passé ; même s'il est parfois surpris de découvrir certains événements dans lesquels elle est impliquée, notamment une révolution qui a échoué à Svartalfheim ou un combat violent contre Thor qui a ravagé une vallée à Vanaheim.

#### Atreus
Atreus est le fils de Kratos et Laufey. Écoutant les désirs de Faye, Kratos n'a pas élevé Atreus durant son enfance, allant plutôt chasser pour la famille tout en apprenant à contrôler sa rage. Lorsque Faye décède dans des circonstances mystérieuses, Kratos a pris en charge l'éducation d'Atreus et grondait son fils à chaque fois qu'il faisait une erreur. Même s'il aime profondément son fils, il a tenté de lui dissimuler la nature divine qu'ils partagent jusqu'au jour où Atreus est tombé profondément malade. Kratos lui révèle alors sa véritable nature et, plus tard, le parricide qu'il a commis afin qu'il ne fasse pas les mêmes erreurs que lui.
Des années plus tard, Atreus, qui a découvert son identité de Loki, est en quête de réponses dans le rôle qu'il est censé jouer durant le Ragnarök mais Kratos tente de l'empêcher de se mettre en danger, en vain. Finalement, Kratos admet avoir commis une erreur en tentant d'avoir empêché son fils de faire ses propres choix et lui donne alors plus de liberté, le laissant même poursuivre seul sa propre quête après le Ragnarök.

### Alliés
Au fil des jeux, notamment après son départ de la Grèce, Kratos se fera quelques alliés, dont certains deviendront ses amis. En plus des alliés cités ci-dessous, on peut ajouter les noms d'Orkos, l'un des rares alliés de Kratos durant la période grecque, ainsi que ceux de Ratatoskr, Eir, Gunnr et Thrúd durant la période nordique.

#### Pandore
Lorsqu'il rencontre Pandore dans les Enfers pour la première fois, il la prend d'abord pour Calliope avant de refuser de l'aider car il est concentré dans son objectif de tuer Zeus. Plus tard, il découvre que Pandore est la clé pour vaincre Zeus et décide de la sauver. Mais quand celle-ci veut se sacrifier afin d'ouvrir la boîte de Pandore, Kratos hésite à la laisser faire car il s'est lié avec elle et voulait trouver un autre moyen de vaincre Zeus. Finalement, Pandore se sacrifie pour ouvrir la boîte mais celle-ci est vide et Kratos comprend qu'elle a donné sa vie pour rien. Lorsque Zeus parvient enfin à le dominer, Kratos entend l'esprit de Pandore qui le guide à utiliser le pouvoir de l'Espoir pour vaincre Zeus. Même dans la mort, l'influence de la jeune fille sur Kratos poussera celui-ci à libérer le pouvoir de l'Espoir afin que le monde grec soit libéré des dieux de l'Olympe. Dans God of War Ragnarök: Valhalla, une statuette de Pandore donnera de l'espoir à Kratos alors qu'il hésitait à devenir le nouveau dieu de la Guerre des Neuf Royaumes.

#### Mímir
Kratos rencontre Mímir au sommet de la plus haute montagne de Midgard, le trouvant emprisonné dans un arbre magique. À sa demande, Kratos coupe la tête de Mímir avant de la faire ressusciter par Freya. Si au départ, Kratos ne fait qu'écouter les récits et certains conseils de Mímir, l'appelant même « Tête » ; une profonde amitié sera progressivement nouée entre les deux, Kratos écoutant les conseils de l'« homme le plus intelligent qui soit » et plaisantant même avec lui. Il l'appelle même par le qualificatif « Mon frère », une preuve de respect qu'il a accordé à très peu de personnes. Kratos a confié plusieurs de ses secrets les plus intimes à Mímir et aurait aimé avoir fait sa connaissance bien plus tôt, notamment dans sa période de solitude après avoir quitté la Grèce. Après les départs d'Atreus, parti pour sa quête personnelle, et de Freya, choisie pour diriger les royaumes en tant que reine, Kratos apprécie d'autant plus la présence de Mímir à ses côtés, dont il lui ait désormais difficile d'imaginer qu'il ne l'ait pas connu toute sa vie.

#### Freya
Peu après être parti à l'aventure avec Atreus, Kratos rencontre Freya, sous le pseudonyme de « Sorcière des Bois ». Bien qu'il ne voulait pas sympathiser avec elle, il l'aida à soigner son sanglier magique après qu'Atreus lui ait tiré une flèche dessus. Il apprécia ensuite son aide lorsqu'elle les a guidé vers Alfheim pour atteindre l'objectif qu'Atreus et lui se sont fixés. Lorsqu'il apprend sa véritable identité de déesse, Kratos devient méfiant et prend ses distances avec Freya. Après qu'elle a sauvé Atreus de la maladie, Kratos commence à la considérer comme une amie ; mais apprend plus tard qu'elle est la mère de Baldur, et recommence à se méfier. Lors de son combat final contre Baldur, il épargne celui-ci par égard pour Freya, mais lui interdit de s'en reprendre à eux ainsi qu'à sa mère. Baldur n'est cependant pas freiné par l'avertissement de Kratos, ni par Freya, qui accepte de mourir des mains de son propre fils. Mais Kratos intervient et brise la nuque de Baldur, au grand désespoir de Freya. Celle-ci jure alors de se venger.
Elle passera les trois années qui suivent à traquer Kratos dès que l'occasion se présente. Celui-ci, comprenant les sentiments de son ancienne amie, passera son temps à la fuir sans combattre car, bien qu'il ne souhaite pas mourir, il ne désire pas la tuer non plus. Finalement, Freya parvient à récupérer ses ailes de Valkyrie et affronte une nouvelle fois Kratos, qui fait preuve de faiblesse, et manque de se faire tuer quand Atreus se transforme en ours pour attaquer Freya. Kratos protège alors celle-ci d'Atreus, qui commence à se remettre en question lorsque le Spartiate évoque l'amitié qu'ils avaient autrefois. Freya demande alors à Kratos de l'aider à briser le sort qui la maintient prisonnière à Midgard. Après l'avoir accompagnée à Vanaheim et combattu Níðhögg, Kratos parvient à faire alliance avec Freya. Leur alliance, qui inclut déjà Atreus et les frères Huldres, sera gonflée par Freyr et son groupe, Hildisvíni, ainsi que les neuf Valkyries libérées de leur malédiction. 
Après qu'Odin ait tué Brok, Freya décide d'envahir Asgard grâce au Gjallarhorn que Kratos a pris sur le cadavre de Heimdall. Désignant le Spartiate comme général de la coalition qui unit elfes, héléens et Vanes, elle suit Kratos dans la bataille finale contre Asgard avant de l'aider à vaincre Odin, achevant le règne de terreur du Père de Tout. Après le départ d'Atreus, parti pour sa quête personnelle, Freya a enfin pardonné Kratos et l'aide à réparer les dégâts dans les royaumes restants. Quelque temps plus tard, Freya est devenue la reine des royaumes et invitera Kratos à rejoindre son conseil en tant que nouveau dieu de la Guerre du panthéon nordique, mais celui-ci refuse. Kratos se rend ensuite au Valhalla et est rejoint peu de temps après par Freya, qui le réprimande d'y entrer sans précaution. Elle l'attend alors devant l'entrée du Valhalla et assiste de loin à la progression de la quête de Kratos. Lorsque celui-ci a enfin trouvé ce qu'il cherchait, il revient voir Freya et accepte finalement sa proposition de rejoindre son conseil.

#### Brok et Sindri
Au cours de leur aventure pour disperser les cendres de Faye, Kratos et Atreus rencontrent Brok, puis Sindri, deux nains forgerons qui proclament avoir forgé ensemble la hache Léviathan pour Faye mais qui se sont éloignés avec le temps. Les nains, qui sont également deux frères aux personnalités radicalement différentes, sont en rivalité constante sur un véritable point commun : leur talent de forgeron. Partageant leur savoir-faire à Kratos et Atreus, Brok et Sindri finissent par se réconcilier dans le temple de Týr afin d'aider père et fils à déverrouiller l'accès à Jötunheim. Ils assistent même à l'ouverture de la porte pour aller à Jötunheim et félicitent Kratos et Atreus pour avoir réussi.
Brok et Sindri intégreront le cercle proche de Kratos et Atreus, ceux-ci les voyant même comme des membres de leur famille. Les frères Huldres accueilleront même Kratos et Atreus chez eux, lorsque ceux-ci doivent se cacher d'Odin. Les nains ne se contentent plus de simplement leur forger de l'équipement mais les accompagnent aussi au cours de certaines quêtes, notamment à Svartalfheim et à Vanaheim. Mais après que Brok ait été tué par Odin, qui avait l'apparence de Týr, Sindri reproche en partie à Kratos et Atreus la mort de son frère car ceux-ci ont invité le faux Týr dans sa maison et que Brok est mort définitivement car son âme était incomplète. Bien qu'il accepte d'aider la coalition à vaincre Odin, se chargeant personnellement de détruire l'âme du Père de Tout afin de venger son frère ; et de laisser Kratos, Mímir et Freya assister aux funérailles de Brok, Sindri rejettera catégoriquement les condoléances de Kratos, avant de disparaître dans le monde entre les Royaumes, complètement abattu.

#### Sigrún
Parallèlement à l'aventure pour disperser les cendres de Faye, Kratos et Atreus rencontreront des Valkyries qu'ils ont libérées de leur enveloppe charnelle après qu'elles ont été corrompues par un sort d'Odin. Sigrún, leur Reine, a été l'adversaire la plus redoutable qu'il avait rencontré avec Atreus jusqu'alors. Celle-ci se sentira éternellement redevable envers Kratos et, après avoir ressuscité, rejoindra la coalition de Kratos et Freya, dont elle est le fidèle lieutenant. Sigrún mène les Valkyries libérées des années plus tôt, également ressuscitées, qui se font désormais appeler les Skjaldmös.
Après le Ragnarök, durant lequel la majorité des Skjaldmös sont mortes, Sigrún décide de recruter de nouvelles Valkyries tout en assistant Freya dans sa nouvelle fonction de reine des royaumes. Lorsque Kratos et Mímir pénètrent au Valhalla, Sigrún accompagne Freya sur place et les sauvera plus tard tous les deux d'une mort certaine, au prix de son lien avec le Valhalla. Après que Kratos ait finalement accompli sa quête de rédemption, Sigrún prend la décision de poursuivre sa propre voie et dit au revoir à Kratos, Freya, Mímir, Eir et Gunnr, avant de s'envoler vers sa quête personnelle.

#### Fenrir
Au cours des années qui ont suivi la mort de Baldur, Kratos et Atreus ont sauvé un loup que le jeune dieu a nommé Fenrir. Mais à la fin du Fimbulwinter, le loup était sur le point de mourir de vieillesse quand Atreus, n'acceptant pas de voir mourir son ami, activa inconsciemment un sort qui transféra l'âme de Fenrir dans son couteau. Plus tard, Atreus libérera à Helheim un loup géant dépourvu d'âme, Garm, qui possède le pouvoir d'ouvrir des brèches entre les royaumes, ce qui cause le chaos dans chacun des neuf royaumes. Kratos aide alors Atreus à réparer son erreur et au cours du combat qui s'ensuit, Atreus transfert l'âme de Fenrir dans le corps sans âme de Garm. Le loup géant sera ensuite confié à Angrboda et les deux aideront la coalition lors du Ragnarök.

#### Týr
Au cours de sa première aventure avec Atreus, Kratos a entendu les récits glorifiants de Mímir à propos de Týr, renforcés par les différentes illustrations du dieu de la Guerre du panthéon nordique dans le temple construit à son effigie dans le lac des Neuf et dans les autres royaumes. À une période où il était encore en deuil et avait une piètre opinion des dieux dans leur globalité, Kratos n'a pourtant pas dissimulé son respect pour Týr et s'en servira d'exemple pour Atreus à plusieurs reprises.
Des années plus tard, il libère Týr d'une prison à Svartalfheim et sera étonnamment déçu de voir qu'il ne sera pas aussi utile pour la quête d'Atreus que celui-ci l'avait imaginé. Sa relation avec Týr ne fait que se dégrader en raison de l'inutilité du dieu de la Guerre, le fait qu'il ait encouragé Atreus à se rendre à Asgard et les nombreux reproches qu'il fait à Kratos et son entourage. Mais ce Týr s'avère être en réalité Odin, qui avait pris l'apparence du dieu de la Guerre afin d'espionner le groupe.
Le véritable Týr est libéré quelque temps après le Ragnarök, lorsque Kratos et Freya le trouvent dans l'un des derniers vestiges d'Asgard, une prison à Niflheim. Après l'expérience qu'ils ont eu avec le faux Týr, ils ont initialement eu du mal à y croire mais laissent finalement Týr redécouvrir les royaumes après les disparitions d'Odin et d'Asgard. Quelque temps plus tard, Kratos rencontre Týr au Valhalla et découvre que le dieu de la Guerre l'a invité pour l'aider dans sa quête de rédemption. Initialement méfiant, Kratos finit par apprécier l'aide de Týr, qu'il voit non seulement comme l'un des meilleurs adversaires qu'il ait jamais affrontés mais également comme un véritable ami avec qui il partage de nombreux points communs.

#### Freyr et son groupe
Au cours de son voyage à Vanaheim pour libérer Freya de sa malédiction, Kratos rencontre son frère Freyr, ainsi que le groupe de résistance qu'il dirige. Ne le voyant pas comme un grand chef, il est néanmoins surpris par sa capacité à réunir des alliés loyaux et notamment les elfes, qui n'ont arrêté de se faire la guerre qu'en sa présence à Alfheim. Le groupe de Freyr est d'ailleurs composé de figures atypiques : Beyla, une elfe noire, et son mari Byggvir, un elfe blanc ; Birgir, un vagabond qui vient de Midgard ; et Lúnda, une Naine forgeron. En retour, Freyr respecte énormément Kratos et intègre sa coalition. Durant la bataille finale contre Asgard, Freyr fait le sacrifice ultime afin de contenir le Ragnarök suffisamment longtemps pour que Kratos, Freya, Atreus et Mímir puissent s'échapper de l'apocalypse.

#### Angrboda
Kratos fait la rencontre d'Angrboda durant le Ragnarök et voit rapidement le lien qui l'unit à Atreus. Après la mort d'Odin, Angrboda est celle qui sauve Kratos, Freya, Atreus et Mímir d'une mort certaine en les faisant s'échapper de l'apocalypse à travers une brèche ouverte par Fenrir. Elle guidera Kratos et Atreus vers la fresque de Faye, leur montrant que celle-ci s'est dressée contre le reste des Jötnar afin que Kratos et Atreus tracent leur propre voie sans suivre de prophétie.

### Ennemis
Au cours de la série, Kratos rencontrera plusieurs ennemis, présentés ci-dessous dans l'ordre de sortie des jeux et non dans l'ordre chronologique de la série. Cette section présente une liste non-exhaustive des principaux ennemis de Kratos ; à laquelle on peut ajouter d'autres personnages, dont figurent : le roi Alrik, Thésée, les Sœurs du Destin, Atlas, Céryx, Poséidon, Hadès, Hermès, Cronos, Héra, les Furies, Castor et Pollux, les Valkyries Hrist et Mist, ainsi que le roi Hrólf Kraki.

#### Arès
Kratos rencontre Arès pour la première fois pendant son enfance lorsque lui et Athéna interrompent l'entraînement du garçon et kidnappent Deimos, son jeune frère, à cause d'une prophétie. Durant cette rencontre, Kratos obtiendra sa cicatrice à l'œil droit, causée par le dieu de la Guerre.
Des années plus tard, Kratos se mettra au service d'Arès après que celui-ci l'ait sauvé lui et son armée d'une écrasante défaite sur le champ de bataille. Désormais au service d'Arès, le Spartiate répandra la guerre en son nom, attaquant même un village occupé par des servants d'Athéna. À l'insu de Kratos, Arès avait secrètement transporté la femme et la fille de Kratos dans le village que celui-ci était chargé de détruire. Durant son attaque au temple du village, Kratos les tue accidentellement dans une rage aveugle. Tandis qu'Arès avait planifié ce massacre afin que son serviteur se détache de son humanité et devienne le guerrier ultime ; Kratos, horrifié et attristé par son acte qui a fait de lui le tristement célèbre « Fantôme de Sparte », renonce désormais à servir le dieu de la Guerre et jure de se venger de lui, ce qui aura pour conséquence d'attirer la colère des Furies, venues pour le faire respecter son serment.
Après avoir servi les dieux de l'Olympe pendant 10 ans, Kratos aura enfin l'occasion de se venger d'Arès. Le dieu de la Guerre met la ville d'Athènes à sac et Kratos est envoyé par Athéna pour le stopper car les autres dieux de l'Olympe ont eu l'interdiction d'intervenir directement. Ouvrant la boîte de Pandore pour acquérir son pouvoir, Kratos obtient la puissance d'affronter Arès et le terrasse avant de le tuer. Même dans la mort, Arès a continué de hanter Kratos pendant des décennies, celui-ci ayant longtemps regretté d'avoir passé ce pacte avec le dieu de la Guerre.

#### Zeus
Zeus est le père de Kratos. Après que Kratos ait ouvert la boîte de Pandore pour vaincre Arès, les maux qu'elle renfermait ont été libérés et les dieux de l'Olympe ont été infectés. Après avoir été infecté par la peur, Zeus est devenu paranoïaque et méfiant, ayant peur que Kratos le tue à son tour. Kratos, quant à lui, a développé une rancœur envers les dieux après que ceux-ci ne l'aient pas soulagé de ses cauchemars en échange de ses 10 années de loyaux services. Cette rancœur a été alimentée par la souffrance qu'ont subis Callisto et Deimos, la mère et le frère de Kratos, ce qui a mené celui-ci à débuter une conquête de la Grèce.
Après avoir privé Kratos de sa puissance divine, Zeus lui impose un choix : se soumettre ou mourir. Kratos refuse de lui obéir et périt de la main du roi des Dieux, obtenant sa cicatrice à l'abdomen. Zeus ne s'arrête pas là et détruit Sparte, provoquant une colère inédite chez Kratos. Après être revenu à la vie et avoir vaincu les Sœurs du Destin, le Fantôme de Sparte revient dans le passé pour se venger de Zeus. Au terme d'une guerre qui impliqua les autres Dieux ainsi que les Titans, Kratos terrasse finalement son père en le battant à mort. Des décennies plus tard, Kratos est toujours hanté par la mort de son père qui ne lui a apporté aucune satisfaction, en dépit de s'être vengé. Cela est montré lorsqu'il voyage à Helheim quant il revit difficilement l'instant où il affronte Zeus.

#### Athéna
Kratos et Athéna ont une relation compliquée. Lorsqu'Arès kidnappe Deimos, il empêche celui-ci de tuer Kratos. Des années plus tard, Athéna est la personne la plus proche de Kratos, à l'exception des membres de sa famille. Celle-ci a fait du Spartiate le nouveau dieu de la Guerre après la mort d'Arès et a toujours cherché à le protéger des autres Dieux, même après qu'il a emprunté une voie de destruction. En retour, Kratos n'a jamais cherché à s'en prendre à Athéna, même après que celle-ci lui ait cachée que sa mère et son frère étaient toujours en vie. Cependant, Athéna est obligée d'intervenir lorsque Kratos est sur le point de tuer Zeus, protégeant celui-ci et prenant une attaque fatale à sa place. Kratos, affecté par ce qu'il vient de faire, apprend d'Athéna que Zeus est son père avant que celle-ci ne meurt.
Après la mort, Athéna est devenue un esprit et, après avoir compris la vérité sur la boîte de Pandore, a décidé d'aider Kratos à se débarrasser de Zeus, le guidant au fil de sa quête. Une fois que le roi des Olympiens était mort, Athéna demande à Kratos de lui remettre ce qu'il y avait dans la Boîte de Pandore, lui révélant que le pouvoir de l'Espoir y était contenu. Comprenant les ambitions d'Athéna et ne lui faisant plus confiance, Kratos préfère s'empaler avec la Lame de l'Olympe plutôt que de lui confier ce pouvoir. Athéna, frustrée et déçue, arrache l'épée du corps de Kratos et l'abandonne froidement à son sort. Des décennies plus tard, Kratos est toujours hanté par des hallucinations d'Athéna qui le provoquent, notamment en le traitant de monstre. Kratos acquiesce ses propos le cœur lourd mais ajoute qu'il n'est plus son monstre désormais.

#### Perséphone
La reine des Enfers s'est alliée avec Morphée et Atlas dans le but de détruire l'Olympe et les Enfers afin de se venger de son mariage forcé avec Hadès. Lorsque Kratos la rencontre, Perséphone lui propose de l'envoyer auprès de Calliope dans les Champs-Élysées, ce que Kratos accepte immédiatement. Perséphone lui révèle plus tard son implication dans l'enlèvement d'Hélios, ayant elle-même libérée Atlas du Tartare, et son objectif de détruire le Pilier du Monde, qui causera la destruction des Enfers et la mort définitive de la fille de Kratos. À contrecœur, Kratos abandonne sa fille définitivement pour vaincre Perséphone et l'empêcher de détruire le monde.

#### Gaïa
Bannie dans le Tartare en même temps que les Titans, Gaïa a observé Kratos pendant longtemps avant de s'allier avec lui, voyant en Kratos le guerrier capable de l'aider à se venger de Zeus et des Olympiens. Elle le guidera pour retrouver les Sœurs du Destin et Kratos retournera dans le passé, à la période où les Titans n'ont pas encore été emprisonnés dans le Tartare et les a emmenés avec lui à son époque. Co-menant l'assaut sur l'Olympe avec Kratos, elle l'abandonne à son sort lorsqu'ils tous les deux frappés par un éclair de Zeus qui provoquent leur chute. Elle révèle au Spartiate qu'elle se sert de lui et qu'il n'est rien d'autre qu'un pion dont elle et les Titans se servent. Lorsque Kratos revient des Enfers, il retrouve Gaïa, qui peine à remonter la montagne et qui réclame de l'aide. Rancunier, Kratos lui tranche la main et la laisse tomber à son tour en lui affirmant qu'elle n'est qu'un pion dans sa quête de vengeance. Gaïa refait son apparition lorsque Kratos et Zeus sont en plein duel, ayant l'intention d'écraser les deux Dieux. Ceux-ci continuent leur affrontement dans le corps de Gaïa et Kratos empale Zeus, sur le cœur de la Titanide, provoquant la mort de celle-ci.

#### Hélios
Kratos a aidé Hélios lorsque celui-ci a été enlevé par Atlas et l'a libéré tout en remettant le Soleil dans le ciel. Plus tard, lors de l'assaut sur l'Olympe, Kratos est témoin du combat entre Hélios et le Titan Persès, que le dieu du Soleil perd. Hélios réclame alors l'aide de Kratos. Le Spartiate lui demande en retour l'emplacement de la Flamme de l'Olympe mais le dieu du Soleil refuse et tente de duper Kratos avant de l'attaquer. Kratos arrache donc la tête d'Hélios à mains nues, provoquant la disparition du Soleil derrière d'épais nuages desquels tombent une pluie éternelle.
Des décennies plus tard, Kratos regrette avoir tué Hélios parce que la mort du dieu du Soleil a provoqué une grande désolation sur la Grèce et qu'il connaissaît les conséquences qu'amèneraient sa mort, une mort qui ne lui a apporté aucune satisfaction. Kratos reconnaîtra même que la mort d'Hélios était injuste.

#### Hercule
Kratos et Hercule semblaient bien se connaître et se respecter, s'appelant même mutuellement « Mon frère ». Mais Hercule commença à développer une certaine jalousie envers Kratos, notamment après que celui-ci soit devenu le dieu de la Guerre après avoir tué Arès. Considérant que son frère est le favori de Zeus, Hercule décida de le tuer pour prouver qu'il serait un meilleur dieu de la Guerre que lui. Kratos, en revanche, n'avait aucune animosité envers son frère et tenta de le raisonner, en vain. Hercule attaque Kratos et celui-ci le tue au terme de leur duel.
Hercule reste le seul dieu que Kratos a essayé de dissuader d'un combat contre lui et le seul frère qu'il appelait en tant que tel, en dehors de Deimos. En dépit de cela, des décennies plus tard, Kratos ne regrette pas de l'avoir tué car il savait qu'Hercule voulait la position de dieu de la Guerre pour les mauvaises raisons.

#### Héphaïstos
Kratos et le dieu forgeron semblaient se connaître avant le bannissement de ce dernier. Ils se rencontrent de nouveau aux Enfers, où Héphaïstos aide amicalement Kratos et lui révèle l'existence de la Flamme de l'Olympe, bien qu'il le juge en partie responsable de sa condition actuelle. Le dieu forgeron révèle à Kratos qu'il a lui même forgé la Boîte grâce à la chaleur de la Flamme de l'Olympe, y enfermant tous les maux du monde. En voulant créer une clé, Héphaïstos créa accidentellement Pandore et la dissimula à Zeus, prétendant que la boîte serait en sécurité sur le dos de Cronos. Mais après que Kratos ait vaincu Arès grâce aux pouvoirs de la boîte, Zeus a compris la supercherie du dieu forgeron et l'a battu jusqu'à ce qu'il révèle l'existence de Pandore. Il les a ensuite fait tous deux prisonniers.
Héphaïstos envoie Kratos au Tartare pour récupérer la pierre d'Omphalos et, sur place, le Spartiate comprend qu'il s'agissait d'un piège lorsqu'il est tombé sur Cronos. Lorsque le dieu forgeron tente plus tard de le tuer afin de protéger Pandore, Kratos le tue et Héphaïstos supplie Kratos de ne pas faire de mal à Pandore. Le Spartiate n'a jamais été furieux envers le dieu forgeron, comprenant parfaitement ses sentiments de père et sachant qu'il aurait agi de la même manière à sa place.

#### Thanatos
Après l'avoir kidnappé, Arès a confié Deimos à Thanatos, qui a pris soin de l'emprisonner et de le torturer pendant des années. Après avoir libéré son frère, Kratos va s'allier avec Deimos pour vaincre le dieu de la Mort mais Thanatos va tuer Deimos au-cours de l'affrontement. Enragé, Kratos va libérer sa véritable puissance et terrasser Thanatos avant de le tuer sans la moindre pitié.

#### Baldur
Ce dieu nordique a frappé à la porte de chez Kratos le jour où la femme de celui-ci, Faye, est décédée. Cherchant quelque chose de la part de Kratos, Baldur le provoque en duel et ce combat est remporté par le Spartiate qui lui brise la nuque. Mais Baldur a survécu grâce à son sort d'invulnérabilité. Plus tard, il invite Magni et Modi pour l'aider à traquer Kratos et Atreus. Finissant par retrouver le Spartiate et son fils devant le dernier pont vers Jötunheim, leur affrontement se poursuit jusqu'à Helheim. Sur place, Kratos et Atreus découvrent que Baldur est le fils de Freya et le fait qu'il la déteste parce que son sort d'invulnérabilité l'empêche de ressentir quoi que ce soit et qu'elle a refusé lever le sort.
De retour à Midgard, Baldur attaque de nouveau Kratos et Atreus, rejoints par Freya. Après avoir frappé Atreus, Baldur touche par inadvertance la flèche de gui que le jeune garçon portait et brise ainsi le sort d'invulnérabilité. Malgré les efforts de Freya pour faire stopper le combat, Baldur est finalement vaincu. Laissant la vie sauve au dieu par respect pour Freya, Kratos décide d'intervenir lorsque celui-ci s'en prend de nouveau à sa mère et brise la nuque de Baldur, provoquant le début du Fimbulwinter, l'hiver de trois ans qui précède le Ragnarök. Même si la mort de Baldur a longtemps dégradé l'amitié qu'il avait avec Freya, Kratos ne regrette pas de l'avoir tué ; et encore moins d'avoir sauvé Freya, puisque Baldur n'aurait pas abandonné sa quête après la mort de sa mère et son destin aurait été le même.

#### Magni et Modi
Les fils de Thor vont aider leur oncle Baldur à traquer Kratos et Atreus et ils les retrouvent près du cadavre de Thamur. Au terme de leur combat, Kratos pourfend Magni d'un coup de hache dans la tête et Modi, pris de terreur, s'enfuit. Modi attaquera Kratos une seconde fois mais sera une nouvelle fois vaincu par le Spartiate. Kratos et Atreus retrouvent plus tard un Modi battu par son père, qui l'a jugé responsable de la mort de Magni. Atreus, devenu arrogant après qu'il a découvert qu'il était un dieu, achève Modi, en réponse à ses insultes.
Des années plus tard, Kratos ressent une certaine culpabilité quant aux morts de Magni et Modi, faisant un parallèle entre l'éducation que Thor leur a donné et celle qu'il aurait pu donner à Atreus s'il était resté le même que lors de ses années de violence et de destruction ; ce qui aurait mené Atreus à une fin tragique.

#### Thor
À la fin du Fimbulwinter, Thor est venu à la porte de chez Kratos, assistant à la proposition de paix d'Odin avec le Spartiate. Celui-ci refusant ses conditions, le dieu du Tonnerre déchaîne sa puissance sur le Fantôme de Sparte, cherchant à se venger des morts de Baldur, Magni et Modi. Parvenant à tuer Kratos au cours de leur duel, Thor est insatisfait et le ranime instantanément pour voir la véritable puissance du dieu de la Guerre. Il met une nouvelle fois Kratos en difficulté et parle alors de son fils et des projets qu'Odin a pour celui-ci, ce qui rend Kratos furieux et qui assène un puissant coup de poing dans la machoîre de Thor. Le dieu du Tonnerre, satisfait, part alors prématurément. Kratos a subi plus de dégâts que Thor lors de ce duel du fait de son affaiblissement et de savoir Atreus seul avec Odin; admettant que le dieu du Tonnerre lui a asséné les coups les plus puissants qu'il ait jamais ressentis et que ce fut une bonne chose que le combat ne soit pas arrivé à sa conclusion.
Lors du Ragnarök, Thor affronte une nouvelle fois Kratos mais celui-ci, bien mieux préparé à l'affronter, parvient cette fois à contrer la force surpuissante du dieu du Tonnerre grâce à sa puissance supérieure et son panel de techniques ; parvient à le mettre à terre et tente, une ultime fois, de le convaincre de baisser les armes pour le bien de leurs enfants respectifs. Au même moment, Odin fait son apparition et ordonne à son fils d'attaquer Kratos de nouveau. Thor réalise à cet instant que son père ne se préoccupe absolument pas de lui et lâche son marteau en signe de contestation. Malheureusement, Odin tue alors Thor de sang-froid, qui s'évapore devant sa fille, Thrúd.

#### Odin
Étant responsable de la mort de trois dieux Ases, Kratos savait qu'Odin viendrait se venger. Cependant, le Père de Tout arrive avec une proposition de paix en échanges de certaines conditions. Mais les conseils de Mímir ainsi que la proposition d'Odin de se débarrasser de Freya l'ont mené à refuser cette proposition de paix ; ce qui le forcera à s'exiler chez Sindri avec Atreus et Mímir, notamment après qu'Odin ait proposé à Atreus de venir à Asgard. Après que son fils se soit finalement rendu à Asgard, Kratos rencontre de nouveau Odin à Svartalfheim. Cette fois, il a pris conscience que le dieu corbeau ne cherche absolument pas la paix et leur discussion reposera sur des moqueries et menaces en tout genre.
Bien qu'il chercha pas à s'impliquer dans le Ragnarök, Kratos décide de le déclencher avec Freya après qu'Odin ait tué Brok. Malgré ça, il ne chercha qu'à mettre Odin hors d'état de nuire et refusa même de l'achever, préférant laisser cette tâche à Freya. Quand Sindri prend la bille dans laquelle est enfermée l'âme d'Odin pour la détruire définitivement, Kratos n'est guère surpris et est indifférent à la fin du Père de Tout. 

#### Heimdall
Ayant appris qu'Heimdall comptait tuer Atreus, Kratos a fait forger la Lance Draupnir dans le seul but de vaincre la capacité de prédiction du gardien des Dieux Ases. Kratos rencontre finalement Heimdall à Vanaheim, découvrant l'arrogance, la cruauté et les capacités dont on lui a fait la description. Parvenant à le vaincre une première fois, Kratos épargne Heimdall mais celui-ci, blessé dans sa fierté, défie de nouveau le Spartiate et menace encore de tuer Atreus. Agacé par les provocations et les insultes incessantes de Heimdall, Kratos finit par l'étrangler à mort. Bien que le dieu nordique l'ait traité de monstre, Kratos est rassuré et même satisfait par la mort de Heimdall.

#### Gná
Apercevant la nouvelle reine des Valkyries pendant le Ragnarök, Kratos est forcé d'affronter Gná quand celle-ci rassemble les dernières troupes d'Asgard à Muspellheim pour se venger de lui et de Freya. Après l'avoir vaincue, Kratos laisse le soin à Freya d'exécuter son ancienne servante et Gná meurt décapitée. Kratos a ensuite reconnu ses qualités de guerrière et a félicité sa loyauté et sa persévérance, bien qu'il ait jugé son allégeance à Odin mal placée.

## Victimes
Au cours des jeux de la série God of War, Kratos a tué de nombreuses créatures, incluant des mortels, des dieux et des monstres, entre autres. Bien que le nombre exact de ses victimes soit incertain, voici une liste non-exhaustive des personnes et créatures que Kratos a tué, présentée dans l'ordre chronologique des événements de la série.

### Période grecque
- Alrik, roi d'une horde barbare
- Lysandra, sa première épouse
- Calliope, sa fille
- Castor et Pollux
- Égeon
- Les Furies
- Orkos
- Un roi Perse
- Le Basilic
- Charon
- Perséphone
- L'Hydre
- Le capitaine d'un navire sur la mer Égée
- Arès
- Céryx
- Callisto, sa mère
- Scylla
- Érinyes
- Le lion du Pirée
- Le roi Midas
- Un fidèle d'Arès
- Lanée, un serviteur de Poséidon
- Thanatos
- Le colosse de Rhodes
- Thésée
- Persée
- Icare
- Les Sœurs du Destin
- Athéna
- Poséidon
- Pirithoos
- Hadès
- Hélios
- Persès
- Hermès
- Hercule
- Cronos
- Héphaïstos
- Héra
- Gaïa
- Zeus

### Période nordique
- Svartáljǫfurr, le roi des Elfes noirs
- Le dragon Hræzlyr
- Mímir
- Magni
- Máttugr Helson, le gardien du Pont des Damnés à Helheim
- Baldur
- Gunnr
- Geirdriful
- Kara
- Eir
- Ròta
- Olrun
- Gondul
- Hildr
- Sigrún
- Alva, la reine des Elfes blancs
- Fiske, un capitaine des Einherjar
- Oluf Nautson, le chef des maraudeurs de Kol
- Les 12 Berserkers
- Gulltoppr
- Heimdall
- Mist
- Stinnr et Sterkr, deux capitaines des Einherjar
- La gardienne des corbeaux d'Odin
- Le roi Hrólf Kraki

## Analyse du personnage
Devant l'évolution de Kratos, qui était dépeint comme un homme torturé mais aussi violent jusqu'à la barbarie décérébrée à un homme sur le chemin de la rédemption, certains premiers joueurs ont réagi à la daddyfication du personnage qui, selon eux, a profondément changé le personnage, les producteurs Cory Barlog et Eric Williams, impliqués dans la licence depuis le premier titre, considèrent au contraire, qu'il s'agit d'une évolution logique, et Matt Sophos, auteur sur God of War: Ragnarok justifie ses choix narratifs en expliquant que ce qui définit Kratos est sa relation à la paternité, et que la véritable différence est que dans les premiers titres, son voyage introspectif s'est fait dans la solitude et la douleur, alors que la présence d'Atreus et la relation de Faye dans les suites lui ont permis de changer de voie. À l'inverse, David Jaffe, créateur de la licence et directeur des deux premiers titres, considère que cette évolution n'est pas la bonne et que les joueurs ne sont pas intéressés par un tel personnage dans un jeu d'action.

## Autres apparitions
- Le 3 juin 2009 à l'E3, il est dévoilé par l'intermédiaire d'une vidéo que Kratos sera le personnage jouable inédit dans SoulCalibur: Broken Destiny, un jeu de combat 3D sur PSP[8].
- Le 12 décembre 2010 au Video Games Awards 2010, Kratos apparait en tant que personnage jouable bonus à la PS3 dans le nouveau Mortal Kombat de 2011[9].
- Le 20 novembre 2012, il est un personnage jouable de PlayStation All-Stars Battle Royale.
- En décembre 2020, il apparait comme personnage jouable dans le jeu Fortnite, sur tous les supports.
- Le groupe de rap français PNL lui a dédié une chanson, intitulée Kratos, dans son album Dans la légende.